# آیومو
آیومو (متولد سال ۲۰۰۰) شامپانزهای است که در مؤسسه تحقیقات نخستی دانشگاه کیوتو ژاپن زندگی می‌کند. وی پسر شمپانزه آی است و از کودکی در تحقیقات پروژه آی شرکت داشته است. پروژه آی برای درک توانایی‌های شناختی شمپانزه‌ها در این انستیتو انجام می‌شود. نمراتی که وی در آزمون‌های مربوط به حافظه کوتاه‌مدت و حافظه تصویری کسب کرده است بسیار بهتر از انسان‌ها بوده و حتی انسان‌های دارای قویترین حافظه را نیز با اختلاف زیاد شکست داده است. در این آزمون چند عدد متوالی برای کسری از ثانیه بر روی صفحهٔ نمایشگر لمسی ظاهر شده و سپس آزمون‌دهنده باید جای آن‌ها را به ترتیب بر روی صفحه نمایشگر نشان دهد. آیومو در سال ۲۰۰۷ موفق شد بن پرایدمور قهرمان مسابقات حافظه دنیا را در این آزمون شکست دهد. در این آزمون آیومو در ۹۰ درصد موارد موفق شد درحالی‌که پرایدمور در ۳۳ درصد موارد موفق بود.